# Eccellenza Lazio 2016-2017
Il campionato italiano di calcio di Eccellenza regionale 2016-2017 è stato il 26º organizzato in Italia. Rappresenta il quinto livello del calcio italiano. La stagione regolare è iniziata il 4 settembre 2016 ed è terminata il 7 maggio 2017, vedendo le vittorie dell'S.F.F. Atletico, per il girone A e del Cassino per il girone B. Il 14 maggio si sono tenute le gare di play-out.
Tutte le squadre iscritte al campionato di Eccellenza hanno diritto, salvo mancate iscrizioni, a partecipare alla fase regionale della Coppa Italia Dilettanti.

## Stagione
Il campionato di Eccellenza Lazio è composto da 36 squadre divise in due gironi da 18. Ad avere diritto a disputare il campionato di eccellenza sono le 24 squadre salvatesi la precedente stagione, 4 retrocesse dalla Serie D (l'Aprilia, l'Astrea, il San Cesareo e il Serpentara Bellegra Olevano), 1 ripescata (il Monterotondo), la vincitrice della Coppa Italia Promozione (Lepanto Marino) e 6 provenienti dalla Promozione Lazio: 4 tramite promozione diretta: Compagnia Portuale, Valle del Tevere, Unipomezia 1938 e Formia; 2 ammesse tramite i play-off a completamento di organici: Il Real Monterotondo Scalo e il Racing Club..

### Novità
A inizio stagione avvengono le seguenti fusioni e cambio di denominazioni sociali:
- Il Monterotondo, ripescato a completamento di organico, si fonde con l'Eretum e cambia la sua denominazione in Eretum Monterotondo[4][5].
- Lo Sporting Città di Fiumicino cambia denominazione, diventa Atletico Fiumicino[4] e rinuncia ad iscriversi al campionato[6].
- Il Fregene cambia denominazione e diviene SFF Atletico[4];.
- Il Cre.Cas. Città di Palombara diventa Cre.Cas.[4].
- L'Audace Sanvito Empolitana diviene Audace e sposta la sua sede sociale da Pisoniano a San Vito Romano[4].

### Formula
In materia di promozioni e retrocessioni fa fede il Comunicato Ufficiale del Comitato Regionale Lazio.

#### Promozioni
Verranno promosse nel campionato di Serie D 2017-2018 le squadre che si classificano al primo posto nei rispettivi gironi del Campionato di Eccellenza. 
Le seconde classificate parteciperanno ai play-off nazionali secondo le modalità di svolgimento fissate dal Consiglio Direttivo della LND.

#### Retrocessioni
Retrocederanno nel Campionato di Promozione 2017-2018 quattro squadre per ciascun girone.
Le squadre classificate al 17º e 18º posto dei rispettivi gironi del Campionato di Eccellenza retrocederanno direttamente nel Campionato di Promozione.
Le ulteriori due squadre verranno individuate mediante la disputa di gare di play-out, così articolate:
le squadre classificate al 13º, 14º, 15º e 16º posto verranno abbinate tra loro (13ª classificata/16ª classificata; 14ª classificata/15ª
classificata) e si scontreranno in gara unica ad eliminazione diretta, da disputarsi in casa della squadra con la migliore posizione di classifica. Le due squadre vincitrici avranno titolo alla permanenza nel prossimo Campionato di Eccellenza. I play-out non si svolgeranno se tra le due squadre designate vi sono 8 o più punti di differenza in classifica generale a fine campionato.
Questi sono i gironi organizzati dal comitato regionale della regione Lazio.

## Girone A

### Squadre partecipanti
| Club                             | Città (provincia)                              | Stadio                                                                                        | Stagione precedente                          |
| -------------------------------- | ---------------------------------------------- | --------------------------------------------------------------------------------------------- | -------------------------------------------- |
| A.S.D. Almas Roma                | Roma                                           | "Arnaldo Fuso" di Ciampino                                                                    | 9º posto in Eccellenza girone A              |
| A.S.D. Astrea                    | Roma                                           | "Casal del Marmo", quartiere Casal del Marmo                                                  | 18º posto in Serie D girone G                |
| A.S.D. Atletico Vescovio         | Roma                                           | "Futbolclub Campus", quartiere Tor di Quinto                                                  | 12º posto in Eccellenza girone A             |
| U.S. Boreale                     | Roma                                           | "Salaria sport village", quartiere Settebagni                                                 | 13º posto in Eccellenza girone A             |
| A.S.D. Civitavecchia 1920        | Civitavecchia (RM)                             | "Enrico Galli" di Cerveteri (solo 2ª giornata) Stadio Giovanni Maria Fattori di Civitavecchia | 6º posto in Eccellenza girone A              |
| A.S.D. Compagnia Portuale CV2005 | Civitavecchia (RM)                             | "La Cavaccia" di Allumiere (solo 1ª giornata) Stadio Giovanni Maria Fattori di Civitavecchia  | 1º posto in Promozione girone A              |
| A.S.D. Cre. Cas.                 | Cretone, Castelchiodato, Palombara Sabina (RM) | "Giovanni Torlonia" di Palombara Sabina                                                       | 3º posto in Eccellenza girone A              |
| A.S.D. Eretum Monterotondo       | Monterotondo (RM)                              | "Fausto Cecconi" di Monterotondo                                                              | 15º posto in Eccellenza girone A (ripescato) |
| A.S.D. La Sabina                 | Poggio Mirteto (RI)                            | Stadio "Valletonda" di Poggio Mirteto                                                         | 10º posto in Eccellenza girone A             |
| U.S.D. Ladispoli                 | Ladispoli (RM)                                 | "Martini Marescotti" di Ladispoli                                                             | 4º posto in Eccellenza girone A              |
| U.S.D. Lepanto                   | Marino (RM)                                    | "Domenico Fiore" di Marino                                                                    | 2º posto in Promozione girone B (ripescato)  |
| A.S.D. Montecelio 1964           | Montecelio di Guidonia Montecelio (RM)         | "Carlo Panichelli" di Roma, quartiere Tor Bella Monaca                                        | 14º posto in Eccellenza girone A             |
| A.S.D. Pol. Vigor Acquapendente  | Acquapendente (VT)                             | "Dante Vitali" di Acquapendente                                                               | 7º posto in Eccellenza girone A              |
| S.S.D. Pro Calcio Tor Sapienza   | Roma                                           | "Giorgio Castelli", quartiere Tor Sapienza                                                    | 8º posto in Eccellenza girone A              |
| A.S.D. Real Monterotondo Scalo   | Monterotondo (RM)                              | "Ottavio Pietrangeli", Monterotondo Scalo                                                     | 3º posto in Promozione girone B (ripescato)  |
| A.S.D. S.F.F. Atletico           | Fregene (RM)                                   | "Aristide Paglialunga", Fregene                                                               | -                                            |
| A.S.D. Tolfa Calcio              | Tolfa (RM)                                     | "Felice Scoponi", Tolfa                                                                       | 5º posto in Eccellenza girone A              |
| A.S.D. Valle del Tevere          | Forano (RI)                                    | Comunale, Forano                                                                              | 1º posto in Promozione girone B              |

### Classifica finale
Fonte:
|  | Pos. | Squadra                 | Pt | G  | V  | N  | P  | GF | GS | DR  |
|  | ---- | ----------------------- | -- | -- | -- | -- | -- | -- | -- | --- |
|  | 1.   | S.F.F. Atletico         | 74 | 34 | 22 | 8  | 4  | 90 | 29 | +61 |
|  | 2.   | Valle del Tevere        | 68 | 34 | 20 | 8  | 6  | 67 | 39 | +28 |
|  | 3.   | Civitavecchia           | 67 | 34 | 20 | 7  | 7  | 61 | 38 | +23 |
|  | 4.   | Ladispoli               | 63 | 34 | 18 | 9  | 7  | 70 | 48 | +22 |
|  | 5.   | Real Monterotondo Scalo | 51 | 34 | 14 | 9  | 11 | 45 | 37 | +8  |
|  | 6.   | Pro Calcio Tor Sapienza | 51 | 34 | 14 | 9  | 11 | 50 | 51 | -1  |
|  | 7.   | Astrea                  | 50 | 34 | 13 | 11 | 10 | 54 | 53 | +1  |
|  | 8.   | Atletico Vescovio       | 47 | 34 | 13 | 8  | 13 | 65 | 57 | +8  |
|  | 9.   | Lepanto                 | 46 | 34 | 11 | 13 | 10 | 41 | 36 | +5  |
|  | 10.  | Montecelio              | 44 | 34 | 11 | 11 | 12 | 52 | 51 | +1  |
|  | 11.  | Eretum Monterotondo     | 43 | 34 | 10 | 13 | 11 | 58 | 56 | +2  |
|  | 12.  | Boreale                 | 42 | 34 | 12 | 6  | 16 | 51 | 49 | +2  |
|  | 13.  | Cre. Cas.               | 42 | 34 | 11 | 9  | 14 | 39 | 37 | +2  |
|  | 14.  | ALMAS                   | 40 | 34 | 9  | 13 | 12 | 50 | 62 | -12 |
|  | 15.  | Tolfa                   | 37 | 34 | 9  | 10 | 15 | 31 | 49 | -18 |
|  | 16.  | Compagnia Portuale      | 29 | 34 | 7  | 8  | 19 | 34 | 63 | -29 |
|  | 17.  | La Sabina               | 24 | 34 | 6  | 6  | 22 | 34 | 79 | -45 |
|  | 18.  | Vigor Acquapendente     | 17 | 34 | 3  | 8  | 23 | 31 | 89 | -58 |

Legenda:
      Promossa in Serie D 2017-2018.
      Ammessa ai Play-off nazionali.
 Ai play-out.
      Retrocesse in Promozione 2017-2018.
Regolamento:
Tre punti a vittoria, uno a pareggio, zero a sconfitta.
Note:
L'Almas poi ripescata in Eccellenza Lazio 2017-2018.

### Risultati

#### Tabellone
|                         | Alm  | Ast  | Atv  | Bor  | Civ  | C.P. | C.C. | EMo  | Las  | Lad  | Lep  | Mtc  | Pcts | RMo  | SFF  | Tol  | VdT  | VAc  |
| ----------------------- | ---- | ---- | ---- | ---- | ---- | ---- | ---- | ---- | ---- | ---- | ---- | ---- | ---- | ---- | ---- | ---- | ---- | ---- |
| Almas                   | –––– | 4-0  | 1-1  | 2-5  | 1-2  | 1-1  | 3-1  | 1-4  | 3-1  | 2-4  | 1-1  | 3-1  | 1-1  | 2-2  | 0-4  | 1-0  | 1-2  | 1-1  |
| Astrea                  | 1-1  | –––– | 3-1  | 2-1  | 3-1  | 3-0  | 1-1  | 1-1  | 5-2  | 1-5  | 2-0  | 1-1  | 2-2  | 0-2  | 2-2  | 2-0  | 2-2  | 3-1  |
| Atletico Vescovio       | 2-2  | 1-1  | –––– | 2-4  | 2-3  | 1-0  | 3-2  | 1-3  | 3-0  | 1-2  | 1-0  | 0-3  | 3-1  | 1-2  | 2-4  | 2-2  | 1-4  | 7-0  |
| Boreale                 | 4-0  | 4-0  | 1-0  | –––– | 0-3  | 3-1  | 2-0  | 1-2  | 3-2  | 0-1  | 3-1  | 0-2  | 1-2  | 1-2  | 1-1  | 0-1  | 2-0  | 1-1  |
| Civitavecchia           | 2-0  | 2-1  | 1-0  | 1-0  | –––– | 2-0  | 0-1  | 1-0  | 4-1  | 4-4  | 4-2  | 1-1  | 3-1  | 2-2  | 1-0  | 3-1  | 2-4  | 4-0  |
| Compagnia Portuale      | 1-1  | 0-3  | 1-5  | 3-1  | 0-0  | –––– | 2-2  | 1-1  | 2-3  | 2-3  | 0-1  | 0-1  | 0-2  | 2-2  | 2-1  | 0-1  | 2-3  | 1-0  |
| Cre.Cas.                | 6-0  | 0-2  | 4-1  | 0-2  | 0-0  | 0-0  | –––– | 1-0  | 0-2  | 1-2  | 1-0  | 1-1  | 3-0  | 0-0  | 0-2  | 1-0  | 1-2  | 1-0  |
| Eretum Monterotondo     | 2-1  | 2-3  | 3-4  | 3-3  | 2-4  | 0-1  | 0-4  | –––– | 8-2  | 2-2  | 2-2  | 0-2  | 1-1  | 1-0  | 0-0  | 2-0  | 1-1  | 3-1  |
| La Sabina               | 1-4  | 2-1  | 1-2  | 3-1  | 0-1  | 0-1  | 0-1  | 1-1  | –––– | 1-1  | 0-0  | 1-0  | 0-5  | 1-1  | 1-1  | 0-0  | 0-3  | 4-0  |
| Ladispoli               | 0-2  | 1-3  | 3-3  | 2-0  | 2-1  | 3-0  | 1-0  | 2-0  | 3-1  | –––– | 0-1  | 3-0  | 2-0  | 1-0  | 2-2  | 2-2  | 0-1  | 2-1  |
| Lepanto                 | 1-1  | 2-0  | 2-0  | 1-1  | 1-2  | 1-1  | 1-0  | 1-1  | 3-0  | 1-1  | –––– | 2-2  | 0-2  | 2-1  | 1-1  | 3-0  | 0-0  | 5-0  |
| Montecelio              | 1-3  | 3-0  | 1-1  | 2-2  | 2-1  | 2-3  | 2-1  | 3-3  | 4-1  | 4-2  | 1-3  | –––– | 1-1  | 0-1  | 0-4  | 1-2  | 2-4  | 5-0  |
| Pro Calcio Tor Sapienza | 0-0  | 0-2  | 1-1  | 2-1  | 1-1  | 2-1  | 2-0  | 1-5  | 3-0  | 1-3  | 0-0  | 2-1  | –––– | 0-3  | 1-2  | 3-2  | 2-2  | 3-2  |
| Real Monterotondo       | 1-1  | 2-0  | 0-2  | 3-0  | 0-2  | 3-0  | 1-0  | 2-0  | 3-2  | 2-2  | 0-1  | 0-0  | 0-1  | –––– | 1-4  | 0-0  | 0-3  | 4-0  |
| S.F.F. Atletico         | 4-1  | 0-0  | 1-3  | 2-1  | 5-1  | 6-0  | 2-2  | 6-1  | 3-0  | 4-0  | 3-1  | 3-0  | 3-1  | 3-1  | –––– | 4-0  | 3-0  | 4-1  |
| Tolfa                   | 0-2  | 1-1  | 0-5  | 1-0  | 0-0  | 1-0  | 1-1  | 1-1  | 2-0  | 2-0  | 2-0  | 1-1  | 2-3  | 0-1  | 0-2  | –––– | 1-2  | 3-2  |
| Valle del Tevere        | 4-1  | 3-0  | 0-0  | 1-2  | 1-0  | 3-2  | 2-2  | 0-2  | 4-1  | 3-3  | 1-1  | 1-2  | 2-0  | 0-2  | 2-1  | 2-0  | –––– | 3-0  |
| Vigor Acquapendente     | 2-2  | 3-3  | 1-3  | 0-0  | 0-2  | 2-4  | 0-1  | 1-1  | 3-2  | 1-6  | 2-0  | 0-0  | 1-3  | 3-1  | 0-3  | 2-2  | 0-2  | –––– |

### Spareggi

#### Play-out
Come da regolamento, il match di play-out tra la 13ª (Cre.Cas.) e la 16ª (Compagnia Portuale) non si è svolto in quanto a fine campionato tra le due squadre ci sono più di 8 punti di distacco. 
|       | Risultati |       | Luogo e data   |
| ----- | --------- | ----- | -------------- |
| ALMAS | 2 - 3     | Tolfa | 14 maggio 2017 |
|       |           |       |                |

## Girone B

### Squadre partecipanti
| Club                                   | Città (provincia)                            | Stadio                                    | Stagione precedente                         |
| -------------------------------------- | -------------------------------------------- | ----------------------------------------- | ------------------------------------------- |
| F.C. Aprilia S.S.D.                    | Aprilia (LT)                                 | Stadio Quinto Ricci, Aprilia              | 17º posto in Serie D girone H               |
| U.S.D. Arce 1932                       | Arce (FR)                                    | "Lino De Santis", Arce                    | 7º posto in Eccellenza girone B             |
| A.S.D. Audace                          | Pisoniano - San Vito Romano - Genazzano (RM) | "Le Rose" di Genazzano                    | 4º posto in Eccellenza girone B             |
| SSDARL Calcio San Cesareo              | San Cesareo (RM)                             | "Roberto Pera" di San Cesareo             | 17º posto in Serie D girone G               |
| A.S.D. Cassino Calcio 1924             | Cassino (FR)                                 | Stadio Gino Salveti di Cassino            | 5º posto in Eccellenza girone B             |
| A.S.D. Cedial Lido dei Pini            | Ardea (RM)                                   | "Delio Chimenti" di Ardea                 | 9º posto in Eccellenza girone B             |
| A.S.D. Città Monte S. Giovanni Campano | Monte San Giovanni Campano (FR)              | "San Marco" di Monte San Giovanni Campano | 12º posto in Eccellenza girone B            |
| S.S.D. Colleferro Calcio               | Colleferro (RM)                              | "Andrea Caslini" di Colleferro            | 6º posto in Eccellenza girone B             |
| ASD. US Formia 1905 Calcio             | Formia (LT)                                  | Comunale di Maranola, Formia              | 1º posto in Promozione girone D             |
| Pol. Gaeta                             | Gaeta (LT)                                   | "Antonio Ricinello" di Gaeta              | 14º posto in Eccellenza girone B            |
| A.S.D. Itri Calcio                     | Itri (LT)                                    | Comunale di Itri                          | 8º posto in Eccellenza girone B             |
| A.S.D. Morolo Calcio                   | Morolo (FR)                                  | "Arnaldo Marocco" di Morolo               | 11º posto in Eccellenza girone B            |
| S.S.D. Pomezia Calcio S.D.P.           | Pomezia (RM)                                 | Comunale di Pomezia                       | 13º posto in Eccellenza girone B            |
| A.S.D. Racing Club                     | Ardea (RM)                                   | "Pineta dei Liberti", Ardea               | 2º posto in Promozione girone C (ripescato) |
| Roccasecca T. di San Tommaso           | Roccasecca (FR)                              | "Lino Battista" di Roccasecca             | 10º posto in Eccellenza girone B            |
| A.S.D. Serpentara Bellegra Olevano     | Bellegra - Olevano Romano (RM)               | "Giovanni Savoia", Bellegra               | 15º posto in Serie D girone H               |
| A.S.D. Unipomezia 1938                 | Pomezia (RM)                                 | Comunale di Pomezia                       | 1º posto in Promozione girone C             |
| A.S.D. Vis Artena                      | Artena (RM)                                  | Comunale di Artena                        | 3º posto in Eccellenza girone B             |

### Classifica finale
Fonte:
|  | Pos. | Squadra              | Pt | G  | V  | N  | P  | GF | GS | DR  |
|  | ---- | -------------------- | -- | -- | -- | -- | -- | -- | -- | --- |
|  | 1.   | Cassino              | 76 | 34 | 22 | 10 | 2  | 55 | 26 | +29 |
|  | 2.   | Aprilia              | 66 | 34 | 20 | 6  | 8  | 52 | 28 | +24 |
|  | 3.   | Vis Artena           | 65 | 33 | 19 | 8  | 7  | 53 | 26 | +27 |
|  | 4.   | Audace               | 62 | 34 | 18 | 8  | 8  | 69 | 42 | +27 |
|  | 5.   | Colleferro (-1)      | 59 | 34 | 17 | 9  | 8  | 52 | 40 | +12 |
|  | 6.   | Serpentara           | 52 | 34 | 14 | 10 | 10 | 50 | 38 | +12 |
|  | 7.   | Cedial Lido dei Pini | 52 | 34 | 14 | 10 | 10 | 48 | 37 | +11 |
|  | 8.   | Pomezia              | 46 | 34 | 12 | 10 | 12 | 55 | 51 | +4  |
|  | 9.   | Formia               | 45 | 34 | 13 | 6  | 15 | 55 | 70 | -15 |
|  | 10.  | Unipomezia           | 43 | 34 | 12 | 7  | 15 | 35 | 35 | 0   |
|  | 11.  | San Cesareo          | 40 | 34 | 10 | 10 | 14 | 37 | 40 | -3  |
|  | 12.  | Roccasecca           | 40 | 34 | 10 | 10 | 14 | 30 | 43 | -13 |
|  | 13.  | Arce                 | 39 | 34 | 10 | 9  | 15 | 46 | 56 | -10 |
|  | 14.  | Morolo               | 39 | 34 | 11 | 6  | 17 | 36 | 49 | -13 |
|  | 15.  | Itri                 | 34 | 34 | 9  | 7  | 18 | 34 | 51 | -17 |
|  | 16.  | Gaeta                | 32 | 34 | 8  | 8  | 18 | 36 | 54 | -18 |
|  | 17.  | Monte S.G.C.         | 31 | 34 | 8  | 7  | 19 | 31 | 54 | -23 |
|  | 18.  | Racing Club          | 23 | 34 | 6  | 5  | 23 | 34 | 68 | -34 |

Legenda:
      Promossa in Serie D 2017-2018.
      Ammessa ai Play-off nazionali.
 Ai play-out.
      Retrocesse in Promozione 2017-2018.
Regolamento:
Tre punti a vittoria, uno a pareggio, zero a sconfitta.
Note:
Il Colleferro ha scontato 1 punto di penalizzazione.

### Risultati

#### Tabellone
|                      | Apr  | Arc  | Aud  | Cas  | Ced  | CMG  | Col  | For  | Gae  | Itr  | Mor  | Pom  | Rac  | Roc  | SCe  | Ser  | Uni  | VAr  |
| -------------------- | ---- | ---- | ---- | ---- | ---- | ---- | ---- | ---- | ---- | ---- | ---- | ---- | ---- | ---- | ---- | ---- | ---- | ---- |
| Aprilia              | –––– | 1-0  | 1-1  | 0-0  | 1-1  | 1-0  | 2-0  | 1-0  | 5-2  | 2-1  | 3-0  | 3-1  | 0-3  | 3-0  | 1-0  | 1-0  | 1-0  | 1-0  |
| Arce                 | 0-0  | –––– | 1-2  | 1-1  | 2-2  | 2-2  | 1-2  | 1-4  | 0-1  | 2-0  | 2-0  | 3-2  | 1-0  | 2-1  | 1-1  | 2-2  | 1-2  | 0-2  |
| Audace               | 3-3  | 3-2  | –––– | 0-1  | 1-1  | 3-1  | 3-3  | 6-0  | 3-2  | 5-0  | 2-1  | 5-2  | 3-1  | 4-0  | 0-2  | 0-0  | 1-0  | 2-4  |
| Cassino              | 2-1  | 2-2  | 2-1  | –––– | 3-1  | 0-0  | 4-3  | 6-0  | 3-1  | 2-1  | 2-0  | 3-2  | 1-0  | 0-0  | 1-0  | 1-0  | 1-0  | 0-0  |
| Cedial Lido dei Pini | 1-0  | 1-0  | 0-2  | 2-0  | –––– | 4-1  | 1-1  | 6-2  | 3-5  | 3-1  | 0-0  | 1-1  | 3-0  | 1-0  | 3-0  | 1-0  | 2-0  | 1-0  |
| Città M.S.G.         | 1-2  | 2-4  | 2-3  | 0-1  | 1-0  | –––– | 0-2  | 0-0  | 0-0  | 2-0  | 2-1  | 2-0  | 2-0  | 1-1  | 1-2  | 1-1  | 2-0  | 0-3  |
| Colleferro           | 1-0  | 1-0  | 1-1  | 0-1  | 1-2  | 2-0  | –––– | 1-0  | 0-0  | 3-1  | 1-0  | 1-0  | 4-1  | 1-0  | 2-1  | 1-3  | 2-1  | 2-2  |
| Formia               | 3-2  | 4-1  | 1-4  | 3-4  | 2-2  | 3-2  | 4-2  | –––– | 1-0  | 2-1  | 1-0  | 1-1  | 6-1  | 3-1  | 0-3  | 2-1  | 2-1  | 0-2  |
| Gaeta                | 0-3  | 1-2  | 1-3  | 0-1  | 0-1  | 2-1  | 0-2  | 1-2  | –––– | 0-1  | 1-0  | 4-3  | 1-0  | 2-2  | 2-1  | 4-2  | 1-1  | 1-1  |
| Itri                 | 0-0  | 4-1  | 2-0  | 0-0  | 1-0  | 0-1  | 2-3  | 2-2  | 1-1  | –––– | 2-3  | 3-2  | 0-1  | 2-2  | 0-1  | 0-1  | 1-0  | 1-0  |
| Morolo               | 2-1  | 2-2  | 1-0  | 1-2  | 1-1  | 2-0  | 0-1  | 1-1  | 2-1  | 0-2  | –––– | 2-2  | 5-4  | 2-0  | 1-0  | 2-1  | 0-1  | 0-2  |
| Pomezia              | 0-4  | 2-1  | 1-2  | 1-1  | 1-0  | 2-1  | 1-1  | 1-0  | 2-0  | 4-0  | 3-0  | –––– | 2-0  | 2-2  | 1-1  | 3-0  | 1-2  | 1-1  |
| Racing Club          | 1-3  | 0-1  | 1-2  | 2-3  | 0-0  | 1-1  | 2-3  | 4-2  | 0-0  | 0-1  | 2-1  | 1-2  | –––– | 1-0  | 1-3  | 1-1  | 3-2  | 0-4  |
| Roccasecca T.        | 0-1  | 3-2  | 1-0  | 2-2  | 2-1  | 1-0  | 1-0  | 1-0  | 2-1  | 1-0  | 1-1  | 0-1  | 1-0  | –––– | 1-1  | 1-1  | 0-3  | 1-1  |
| San Cesareo          | 0-3  | 2-3  | 0-0  | 0-3  | 2-0  | 3-0  | 1-1  | 1-1  | 1-1  | 2-2  | 2-3  | 1-1  | 2-0  | 1-0  | –––– | 0-1  | 1-0  | 0-1  |
| Serpentara           | 1-0  | 2-0  | 2-2  | 1-0  | 2-1  | 7-0  | 2-2  | 3-1  | 2-0  | 3-1  | 0-1  | 3-2  | 2-2  | 1-1  | 2-0  | –––– | 0-2  | 2-1  |
| Unipomezia           | 0-2  | 1-1  | 2-0  | 1-1  | 1-1  | 0-2  | 0-0  | 4-1  | 1-0  | 1-0  | 3-1  | 0-3  | 3-0  | 1-0  | 2-2  | 0-0  | –––– | 0-1  |
| Vis Artena           | 4-0  | 1-2  | 0-2  | 0-1  | 3-1  | 1-0  | 3-2  | 3-1  | 2-0  | 1-1  | 1-0  | 2-2  | 3-1  | 1-0  | 1-0  | 1-1  | 1-0  | –––– |

### Spareggi

#### Play-out
|        | Risultati |       | Luogo e data   |
| ------ | --------- | ----- | -------------- |
| Arce   | 1 - 0     | Gaeta | 14 maggio 2017 |
| Morolo | 4 - 1     | Itri  | 14 maggio 2017 |
|        |           |       |                |